# Leptodactylus fallax
Leptodactylus fallax és una espècie de granota que viu a les illes de Dominica i Montserrat.
Està amenaçada d'extinció per la pèrdua del seu hàbitat natural.